# Burg Zrin
Die Burg Zrin [Serin] (kroatisch Stari grad Zrin oder Utvrda Zrin) ist eine mittelalterliche Burg oberhalb der gleichnamigen Ortschaft südlich der Stadt Sisak in der Gespanschaft Sisak-Moslavina, Mittelkroatien. Ehemals Stammsitz des Adelsgeschlechts Zrinski, wurde sie während der Kroatisch-türkischen Kriege in der zweiten Hälfte des 16. Jahrhunderts von den Osmanen erobert und blieb bis heute nur eine Ruine.

## Lage
Von dichten Wäldern umgeben, befindet sich die Burg auf einem natürlichen Hügel inmitten einer hügeligen Landschaft des 615 Meter hohen Zrinska-gora-Berges. Das Plateau auf dem Gipfel des Hügels, auf den die Burg gebaut ist, hat einen Durchmesser von ungefähr 145 × 40 Meter. Die Mauern der Burg folgen der Morphologie des Geländes.
Die Burg liegt etwa 15 Kilometer von der Ortschaft Dvor, Sitz der Gemeinde, und rund 25 km von der nahegelegenen Stadt Hrvatska Kostajnica entfernt.

## Geschichte
Die erste Erwähnung der Burg erfolgte im 13. Jahrhundert, und zwar als Fortifikation des Adelsgeschlechts Babonić, damals in Slawonien. Zwischen 1328 und 1347 war sie im Besitz der Vorfahren der Mitglieder der Familie Iločki, und danach der Hauptsitz eines Zweiges des Fürsten-Adelsgeschlechts Šubić, später als Zrinski bekannt. Dort wurden, unter anderen, Nikola III. Zrinski, sowie sein berühmter Sohn Nikola Šubić Zrinski geboren.
Nicht weit entfernt, stehen auch andere Burgen und Festungen der Zrinskis, wie z. B. Gvozdansko, Pedalj und Kostajnica.
In der zweiten Hälfte des 16. Jahrhunderts eroberten die Osmanen das ganze Gebiet. Die Burg Zrin fiel am 20. Oktober 1577 in osmanische Hände und konnte erst im Jahr 1718 durch die Habsburgische Armee befreit werden. Anfang des 19. Jahrhunderts war sie vom großen Feuer betroffen und anschließend vollständig verlassen. In den letzten Jahren werden zeitweise Konservierungs- und Restaurierungsarbeiten durchgeführt.